# Razdornoje
Razdornoje (ros. Раздорное) – wieś w Rosji, w obwodzie biełgorodzkim, w rejonie krasnogwardiejskim. W 2010 liczyła 635 mieszkańców.